# Jiří Holeček
Temple de la renommée de l'IIHF : 1998
Jiří Holeček (né le 18 mars 1944 à Prague en Tchécoslovaquie) est un gardien de but de hockey sur glace tchécoslovaque.

## Biographie

### Carrière en club
Jiří commence sa carrière professionnelle avec le HC Slavia Prague en 1958, il y joue jusqu'en 1963. À ce moment, il se joint au HC Košice. Il y joue pendant plusieurs saisons avant de jouer pour le HC Sparta Prague. Cette équipe reste sa dernière dans sa Tchécoslovaquie natale, puisqu'il passe le reste de sa carrière en Allemagne. Il est introduit à la suite de sa carrière au Temple de la renommée de l'IIHF et au Temple de la renommée du hockey tchèque.

### Carrière internationale
Il représente la Tchécoslovaquie au niveau international. Il participe aux Jeux olympiques de 1972 conclus par une médaille de bronze. Il prend part à plusieurs championnats du monde.